# Torenia benthamiana
Torenia benthamiana är en tvåhjärtbladig växtart som beskrevs av Henry Fletcher Hance. Torenia benthamiana ingår i släktet Torenia och familjen Linderniaceae. Inga underarter finns listade i Catalogue of Life.